# Бјелојевићи (Столац)
Бјелојевићи су насељено мјесто у Босни и Херцеговини, у општини Столац, које административно припада Федерацији Босне и Херцеговине. Према попису становништва из 2013. у насељу је живјело 229 становника.

## Становништво
| Демографија | Демографија | Демографија |
| Година      | Становника  | Становника  |
| ----------- | ----------- | ----------- |
| 1971.       | 615         |             |
| 1981.       | 454         |             |
| 1991.       | 325         |             |
| 2013.       | 229         |             |